# Peter-de-Grotebron

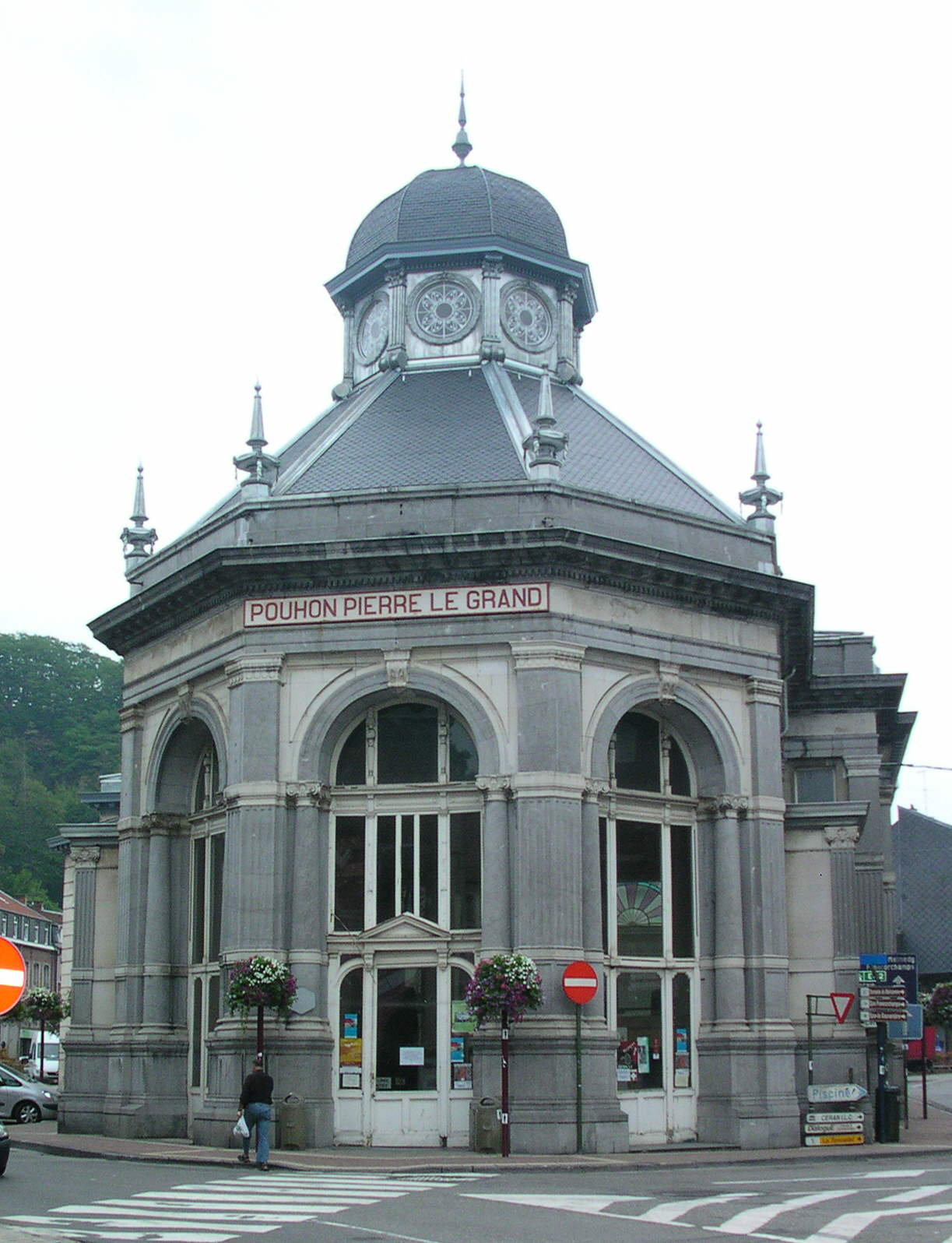
De Peter-de-Grotebron

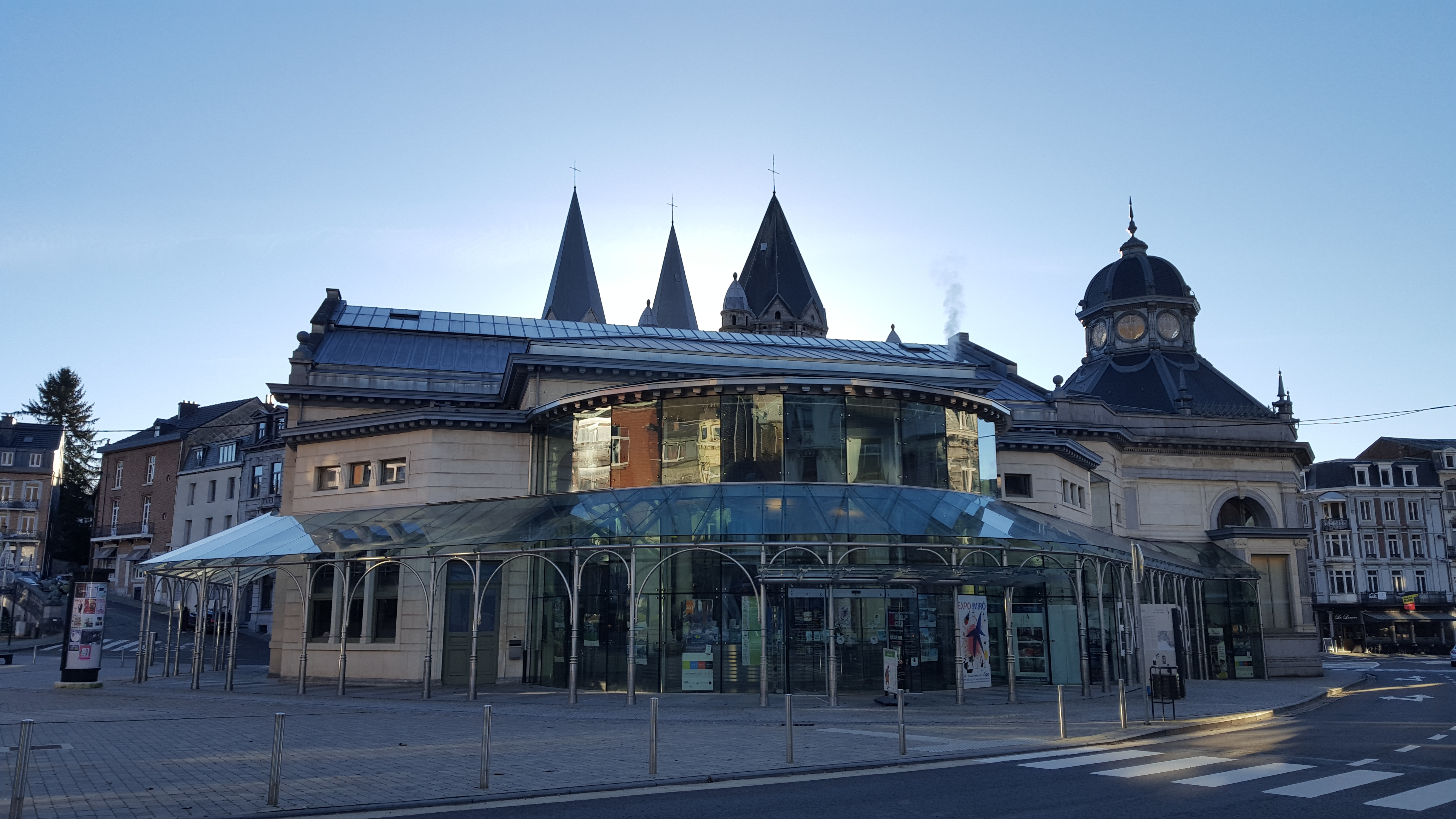
Zijgevel brongebouw

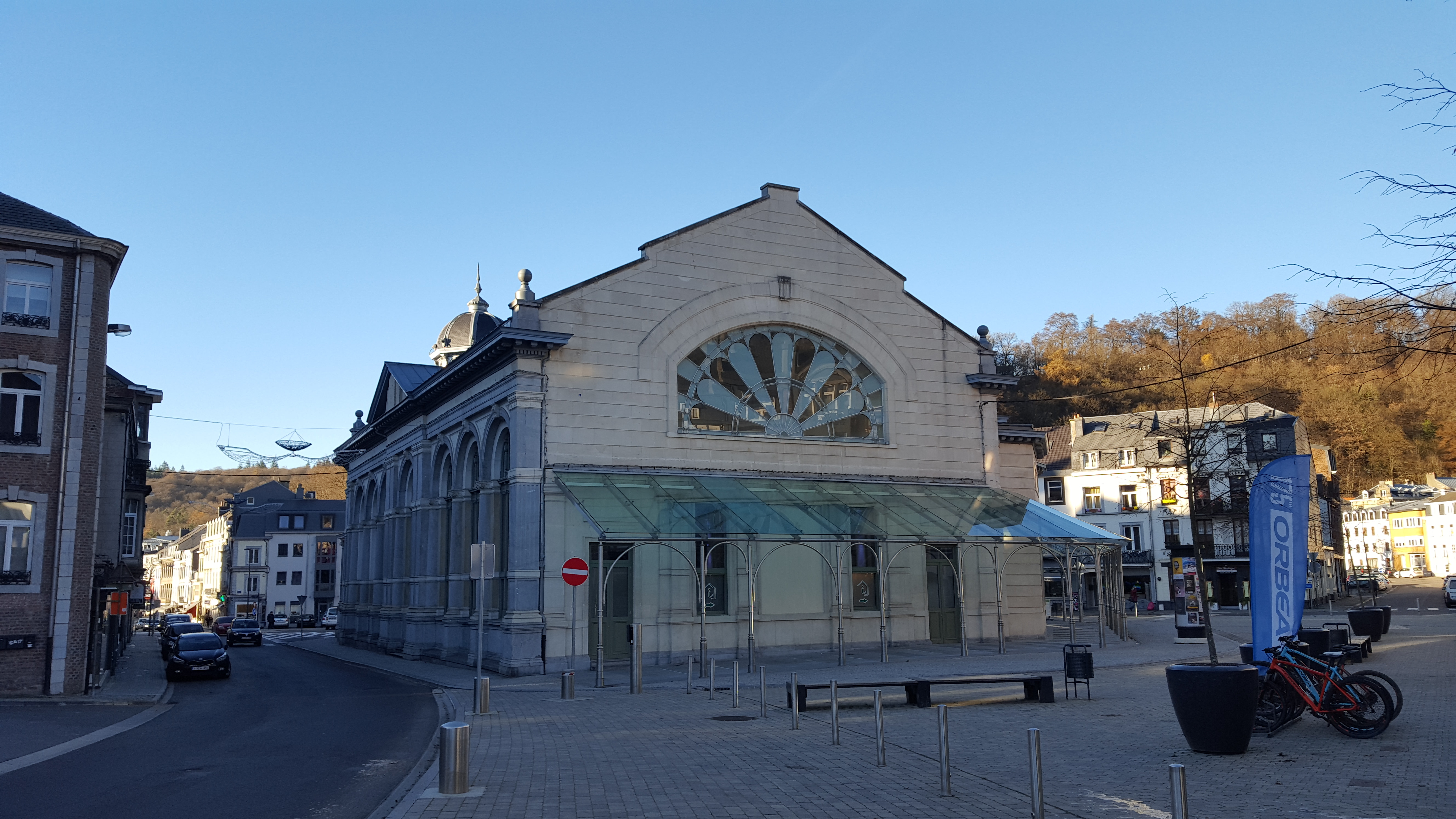
Achtergevel brongebouw

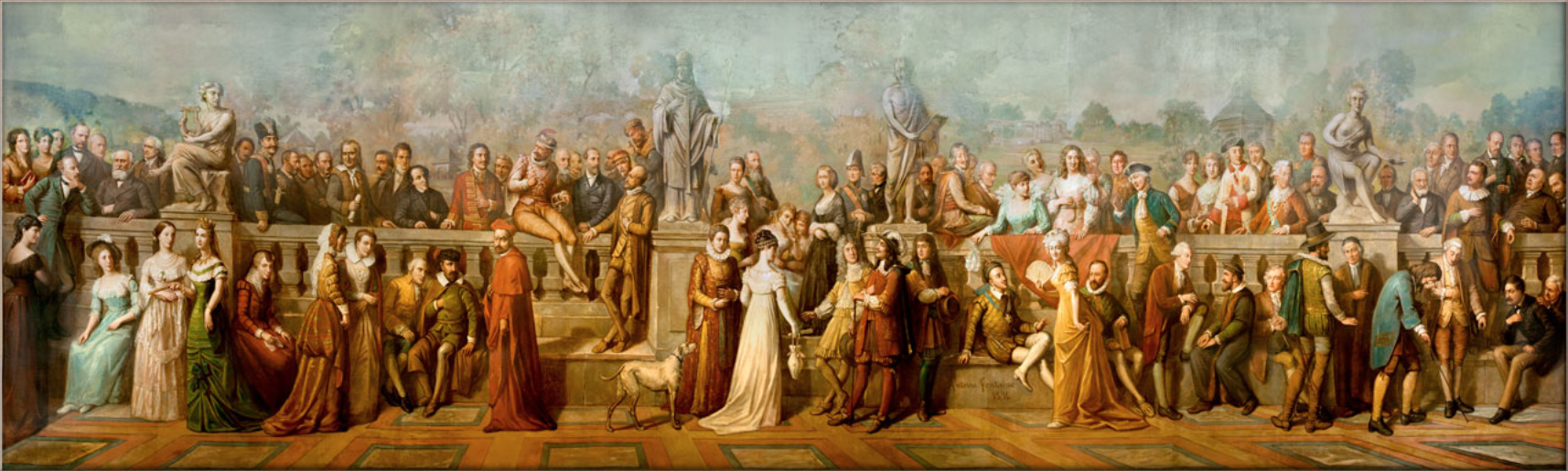
Livre d'Or (Antoine Fontaine, 1894)

De Peter-de-Grotebron (Frans: Pouhon Pierre-le-Grand, Source Pierre-le-Grand of kortweg le Pouhon) is een bron met brongebouw in de Belgische gemeente Spa. De bron ligt midden in het stadje aan een klein plein Place Pierre, op de plaats waar de doorgaande weg uit het noordwesten uitkomt op de hoofdweg door Spa.
De bron wordt omgeven door een markant gebouw met een achthoekige kiosk waar de bron zich bevindt. In het gebouw bevindt zich een fontein met de naam Fontein der Dolfijnen en het Gulden Boek van Spa.
Het water van de bron is ijzerhoudend en koolzuurhoudend. Gemiddeld komt er 21.000 liter per dag uit de bron.
Op ongeveer 50 meter ten zuiden van het brongebouw staat de Sint-Remacluskerk. Achter het brongebouw bevindt zich de Pouhon aux Armes d'Autriche en even verderop de Prins Condébron.

## Geschiedenis
In het midden van de 15e eeuw vermelden bronnen het bestaan van deze bron.
In 1559 werd de bron genoemd in het werk Des fontaines acides de la forêt d’Ardenne et principalement de celle qui se trouve à Spa van Gilbert Lymborgh, een dokter van meerdere Luikse prins-bisschoppen. In de 16e eeuw beschermde enkel een kleine nis de bron.
In het begin van de 17e eeuw werd de bron afgebeeld door Jean Breughel als een gebouwtje met Toscaanse zuilen.
Rond 1650 werd de bron door Adler Everdingen afgebeeld als een gebouwtje met pilasters, driehoekig fronton en daarbovenop een houten beeld van Sint-Remaclus.
In 1656 bouwde men een nieuw gebouw dat in dezelfde stijl werd opgetrokken. Dit gebouw bleef bestaan tot 1820.
In 1717 verbleef tsaar Peter de Grote in de stad en bezocht de bron.
In 1820 bouwde men een nieuw brongebouw. Deze bestond uit zuilen met daarbovenop een ruimte die bestemd was voor de kuurgasten.
In 1856 werd een buste van Peter de Grote aangeboden door Anatoli Demidov en in het gebouw geplaatst.
In 1880 werd het huidige brongebouw gebouwd naar het ontwerp van architect Victor Besme.
Antoine Fontaine maakte in 1894 een negen meter lang schilderij, dat in de grote zaal van het monument werd geplaatst. Dit Livre d'or toont 91 bekende bezoekers van de thermen van Spa, waaronder tsaar Peter de Grote, de componist Charles Gounod samen met de beroemde treurspeelster Rachel, Naser ed-Din Kadjar, keizer Jozef II, Karel II van Engeland, Cosimo III de' Medici, René Descartes, Maria Hendrika van Oostenrijk, Leopold II van België, Christina I van Zweden en Jean-Honoré Fragonard. Ook zijn er standbeelden van Plinius de Oudere en Sint-Remaclus weergegeven.
In de periode september 2009 tot juni 2012 werd het gebouw gerenoveerd door architect Léo Haesbroeck en gemoderniseerd. Ook werd er een glazen dak geïnstalleerd.